# Shit Year
Shit Year é um filme estadunidense, lançado no ano de 2010, do gênero drama experimental, dirigido por Cam Archer, o qual também assina o roteiro. O filme é envolvido numa teia psicológica que, entre outras interpretações, aborda a relação entre profissão, paixão e a vida como um todo.

## Sinopse
Depois de uma carreira de sucesso, a atriz Colleen West (Ellen Barkin) decide aposentar-se e voltar a uma vida sem tanta aventura num lugar tranquilo. É quando uma grande construção se instala nas redondezas e quebra a calma do lugar. Sra. West, então, percebe que a serenidade de antes de tudo aquilo não voltaria e que sua vida, na realidade, foi um inteiro palco, onde tudo e todos eram plenas interpretações. Tomada por insatisfação, Colleen começa a sentir como se tivesse vivido sua vida por meio de seus personagens encenados nos palcos e nas telas.

## Elenco
- Ellen Barkin - Colleen West
- Luke Grimes - Harvey West
- Bob Einstein - Rick
- Theresa Randle - Marion
- Melora Walters - Shelly
- Josh Blaylock - Not Marcus
- Djuna Bel - garota na cama